# علی عظمایی
علی عظمایی دریادار سپاه پاسداران انقلاب اسلامی است، که هم‌اکنون به‌عنوان جانشین فرمانده نیروی دریایی سپاه پاسداران فعالیت می‌کند.
وی فعالیت نظامی را در خلال جنگ ایران و عراق در سپاه هرمزگان آغاز کرد، سپس به نیروی دریایی سپاه پاسداران پیوست.
عظمایی از اواسط دهه ۱۳۸۰ تا سال ۱۳۸۹ معاون هماهنگ‌کننده و رئیس ستاد منطقه یکم دریایی صاحب‌الزمان ندسا بود، از ۱۳۸۹ تا ۱۳۹۱ به‌عنوان جانشین فرمانده منطقه یکم دریایی صاحب‌الزمان ندسا فعالیت می‌کرد و از آبان‌ماه ۱۳۹۱ تا سال ۱۴۰۴ فرماندهی منطقه پنجم دریایی امام باقر ندسا را برعهده داشت. وی در سال ۱۳۹۸ توسط وزارت خزانه‌داری آمریکا تحریم شد. او در سال ۱۴۰۱ درجه دریاداری دریافت کرد.